# Zeroshell

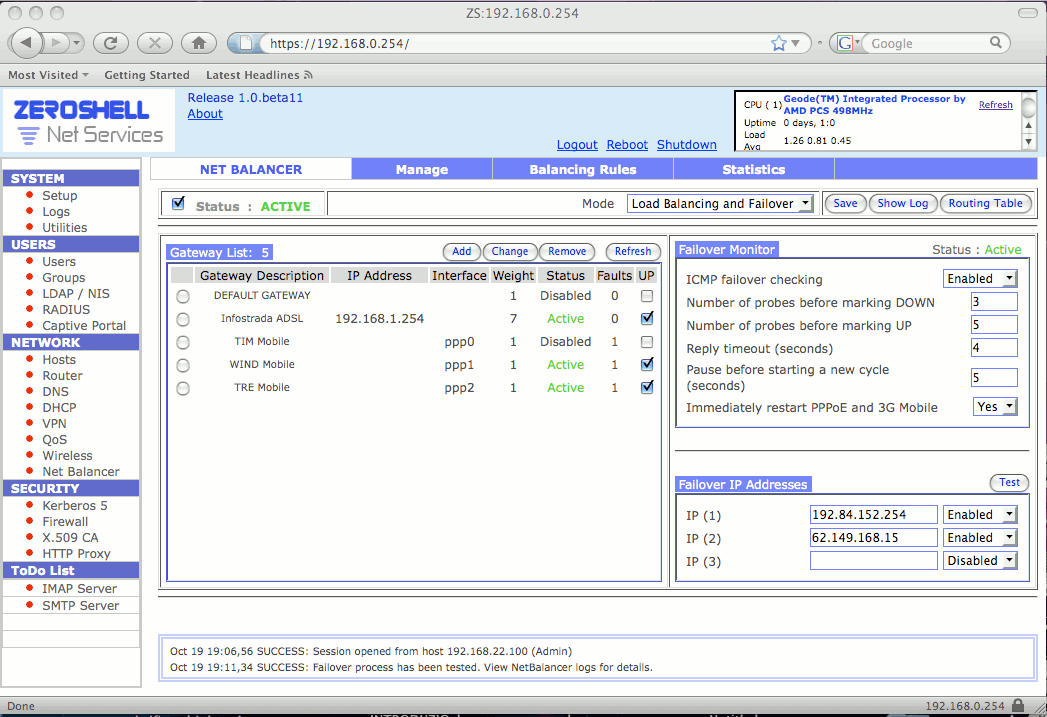
Captura de Interfaz de Zeroshell

ZeroShell  es una distribución libre para servidores y dispositivos embebidos o integrados, cuyo objetivo es ofrecer los principales servicios que una LAN requiere.
A modo de ejemplo:
- DHCP.
- DNS.
- Firewall.
- VLAN.
- VPN.
- RADIUS.
- LDAP.
- Portal Cautivo